# Franciszkański Ruch Apostolski
Franciszkański Ruch Apostolski (FRA) - młodzież działająca przy klasztorach prowincji franciszkańskiej pw. św. Franciszka z Asyżu. Ruch powstał w 1983 roku.
Prekursorem tej formy duszpasterstwa świeckich w Polsce stała się Parafia św. Ludwika Króla i Wniebowzięcia Najświętszej Maryi Panny w Katowicach Panewnikach. Utworzono następnie zatwierdzony przez Konferencję Asystentów Prowincjalnych czteroletni program formacyjny.

## Cele ruchu
- kształtowanie życia ewangelicznego w duchu miłości do Boga i człowieka
- zachowanie przykazań Bożych
- utrzymywanie ducha chrześcijańskiego życia rodzinnego
- pomoc potrzebującym

## Podstawowe pojęcia
- franciszkański ruch apostolski - nazwa określająca ogólnie wspólnoty religijne ludzi świeckich, żyjących duchowością franciszkańską.
- "pokój i dobro" - franciszkańskie pozdrowienie
- "FRA" - skrót potocznie określający franciszkańskie wspólnoty nieformalne.
- fratersi - nazwa potoczna ludzi tworzących wspólnoty nieformalne.
- alwernia - nazwa określająca 10-dniowe franciszkańskie rekolekcje apostolskie.
- carceri - nazwa określająca rekolekcje formacyjne dla animatorów (organizatorów).
- dni braterstwa - określenie dni skupienia organizowanych trzy razy w roku dla sympatyków św. Franciszka, dni odbywają się rotacyjnie w poszczególnych miejscowościach, gdzie działa FRA.